# Mistislau II de Kiev
Mistislau II de Kiev, também referido como Mistislau Filho de Iziaslau (em ucraniano: Мстислав Ізяславич; em russo: Мстислав Изяславич; romaniz.: Mstislav Izyaslavich; m. 1172), foi grão-príncipe de Quieve de 1167 até 1169 e em 1170. Filho de Iziaslau II, esteve ativo nas guerras contra Jorge I e os príncipes do Principado de Czernicóvia, bem como contra os invasores cumanos.

## Vida
Mistislau era filho de Iziaslau II e pai de Romano, Usevolodo e Vladimir.